# 乔蒂·斯瓦鲁普·潘德
乔蒂·斯瓦鲁普·潘德（英語：Jyoti Swarup Pande，1951年5月25日—），印度外交官，曾任印度駐烏克蘭大使、印度駐吉爾吉斯斯坦大使和印度駐阿塞拜疆大使等职务。

## 经历
乔蒂·斯瓦鲁普·潘德生於1951年5月25日。1973年毕业于孟买大学。精通印地語、英語和葡萄牙語。
1974年进入印度外事服务部。1976年至1979年，在巴西利亞先後任三等、二等祕書。1979年至1983年，在新德里外交部总部先後任副處長、處長。1983年至1985年，在吉隆坡任一等祕書。1985年至1997年，在新德里外交部总部任處長、副司長。1997年至2003年，在新德里外交部总部任聯祕。
2002年10月4日，被任命为下一任印度驻阿塞拜疆大使。2003年2月6日至2006年11月18日，任印度駐阿塞拜疆大使。
2006年10月12日，被任命爲下一任印度駐吉爾吉斯斯坦大使。2006年11月至2010年9月，任印度駐吉爾吉斯斯坦大使。
2010年9月20日至2011年5月31日，任印度駐烏克蘭大使。